# Nomada conspicua
Nomada conspicua là một loài Hymenoptera trong họ Apidae. Loài này được Smith mô tả khoa học năm 1864.